# 1898年德國聯邦選舉

選舉地圖

聯邦選舉於1898年6月16日在德國舉行。儘管社會民主黨獲得最多選票，但中央黨在贏得397個席位中的102個後仍然是帝國議會中最大的政黨，而社民黨僅贏得56個。選民投票率為68.1%。